# Aulnay-sur-Mauldre
Aulnay-sur-Mauldre är en kommun i departementet Yvelines i regionen Île-de-France i norra Frankrike. Kommunen ligger i kantonen Aubergenville som tillhör arrondissementet Mantes-la-Jolie. År 2022 hade Aulnay-sur-Mauldre 1 159 invånare.

## Befolkningsutveckling
Antalet invånare i kommunen Aulnay-sur-Mauldre
| Referens: INSEE |